# Tactical Ops: Assault on Terror
Tactical Ops: Assault of Terror ("Wojna z Terrorem") – gra typu first-person shooter. 
Początkowo gra znana była jako mod do gry Unreal Tournament. W 2002 została wydana jako wersja retail. Gra przyciąga głównie trybem gry wieloosobowej, w którym gracz może w drużynie terrorystów bądź sił specjalnych wypełniać różne misje, typu: odbicie zakładnika, rozbrojenie podłożonej bomby, podłożenie bomby (i jej obrona), kradzież danych lub neutralizacja przeciwnej drużyny. Poprzez odpowiednią modyfikację tryby gry rozszerzają się do:
- TO: CTF (Tactical Ops: Capture The Flag [PL: Przejmij flagę przeciwnika]) - Ta rozgrywka umożliwia ciekawszą rozgrywkę (tylko w jednej rundzie) poprzez przejęcie flagi przeciwnika i zaniesienie jej do swojej bazy. Jeżeli drużyna przejmie flagę i przyniesie do swojej bazy, dostanie punkt oraz standardowo 1000 Dolarów.
- TOMA (Tactical Ops Monster Attack [PL: Atak potwora]). Bardzo ciekawa rozgrywka; Tutaj są rundy i trzeba w każdej zabić jak najwięcej potworów, które atakują drużynę. Zwycięża osoba, która zabiła najwięcej potworów i jak najmniej zginęła.

## Wymagania systemowe
- Procesor Pentium II 450 MHz
- Grafika: karta 3D, 16 MB zgdona z DirectX
- Dysk twardy: 700 MB wolnego miejsca
- System Windows 95/98/2000/XP
- 64 MB pamięci RAM